# Johannes Goedaert

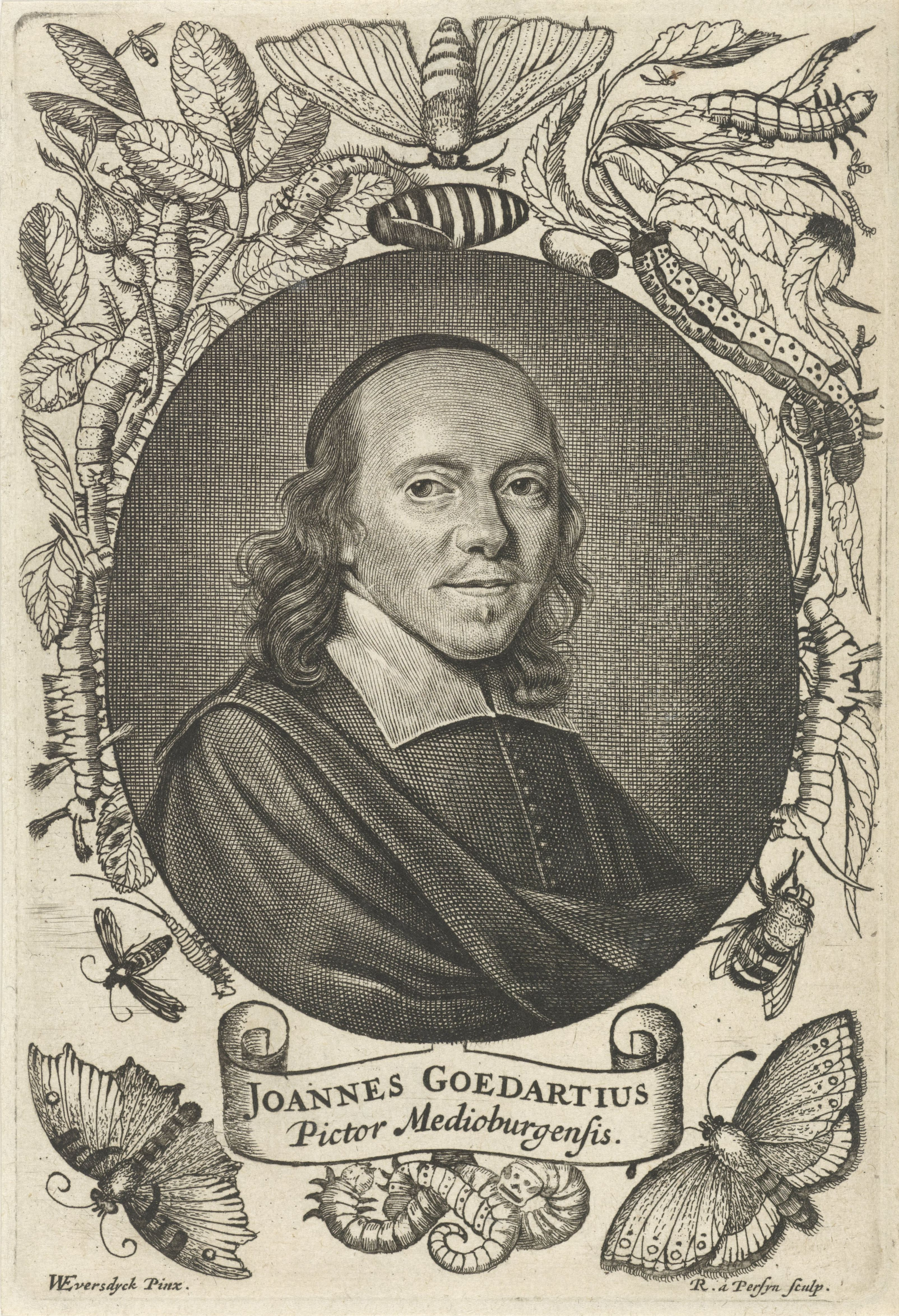
Portret van Goedaert door Reinier van Persijn

Johannes Goedaert (Middelburg, gedoopt 19 maart 1617 – aldaar, begraven 15 januari 1668) was kunstschilder en entomoloog (insectenkundige). Zijn leven lang kweekte hij maden en larven op en beschreef en beeldde nauwkeurig af wat hij waarnam. Goedaert beschreef als eerste de metamorfose van insecten en gaf veel soorten een Nederlandse naam. Met zijn publicaties in woord en beeld bevorderde hij de belangstelling voor insecten en gaf hij de aanzet tot verder onderzoek.

## Biografie
Goedaert werd in de Zeeuwse hoofdstad Middelburg geboren. Hij werd op 19 maart 1617 gedoopt als zoon van de Statenbode Pieter Goedaert en Judith Pottier. Zijn vader overleed in 1625, toen Johannes pas 8 jaar was.
Goedaert had grote belangstelling voor alle diertjes die hij in en om zijn woonplaats vond. In glazen, potten, flessen, houten en benen doosjes kweekte hij allerlei larven op en bestudeerde hun ontwikkeling. Vanaf zijn 18e (1635) documenteerde hij zijn waarnemingen. Niet alleen in woord, maar ook in beeld. Goedaert, als fijnschilder lid van het Sint-Lucasgilde, maakte waterverftekeningen van de veranderingen van de diertjes die hij verzorgde: tekeningen van de maden, die pop en vlieg werden, en van de rupsen, die pop en vlinder werden, of een hele zwerm "vliegjes". Hij was de eerste die publiceerde over de gedaanteverwisselingen van insecten. Zijn beroemd geworden boek Metamorphosis Naturalis, waarvoor hij ook etsen vervaardigde, was uitsluitend gebaseerd op eigen waarnemingen en niet op boekenwijsheid. Goedaert had geen universitaire opleiding genoten en geen kennis van het Latijn.
Over de opleiding van Goedaert tot tekenaar/schilder is niets met zekerheid bekend. Het is niet bekend bij welke meester hij in de leer is geweest. Hij was een tijdgenoot van schilders als Adriaen van de Venne, Francois Ryckhals, Mattheus Molanus en Christoffel van den Berghe, die in de eerste helft van de 17e eeuw werkzaam waren in Middelburg. Van den Berghe, die onder andere insecten afbeeldde in zijn werk, wordt genoemd als leermeester van Goedaert. Zeker is dit echter niet.
Circa 1643 trouwde Goedaert met Clara de Bock, dochter van een edelsmid. Het echtpaar woonde aan het Molenwater in Middelburg. Zij kregen drie kinderen van wie enige informatie bekend is: Jacob, geboren in 1645, werd scheepschirurgijn, Johannes Jr., geboren in 1656, bracht het tot luitenant in het leger van stadhouder-koning Willem III. Het echtpaar kreeg ook een dochter, maar van haar is zelfs de naam niet bekend.
Na een werkzaam leven overleed Goedaert in januari 1668. Hij werd op 15 januari in de Nieuwe Kerk in zijn geboortestad Middelburg begraven.

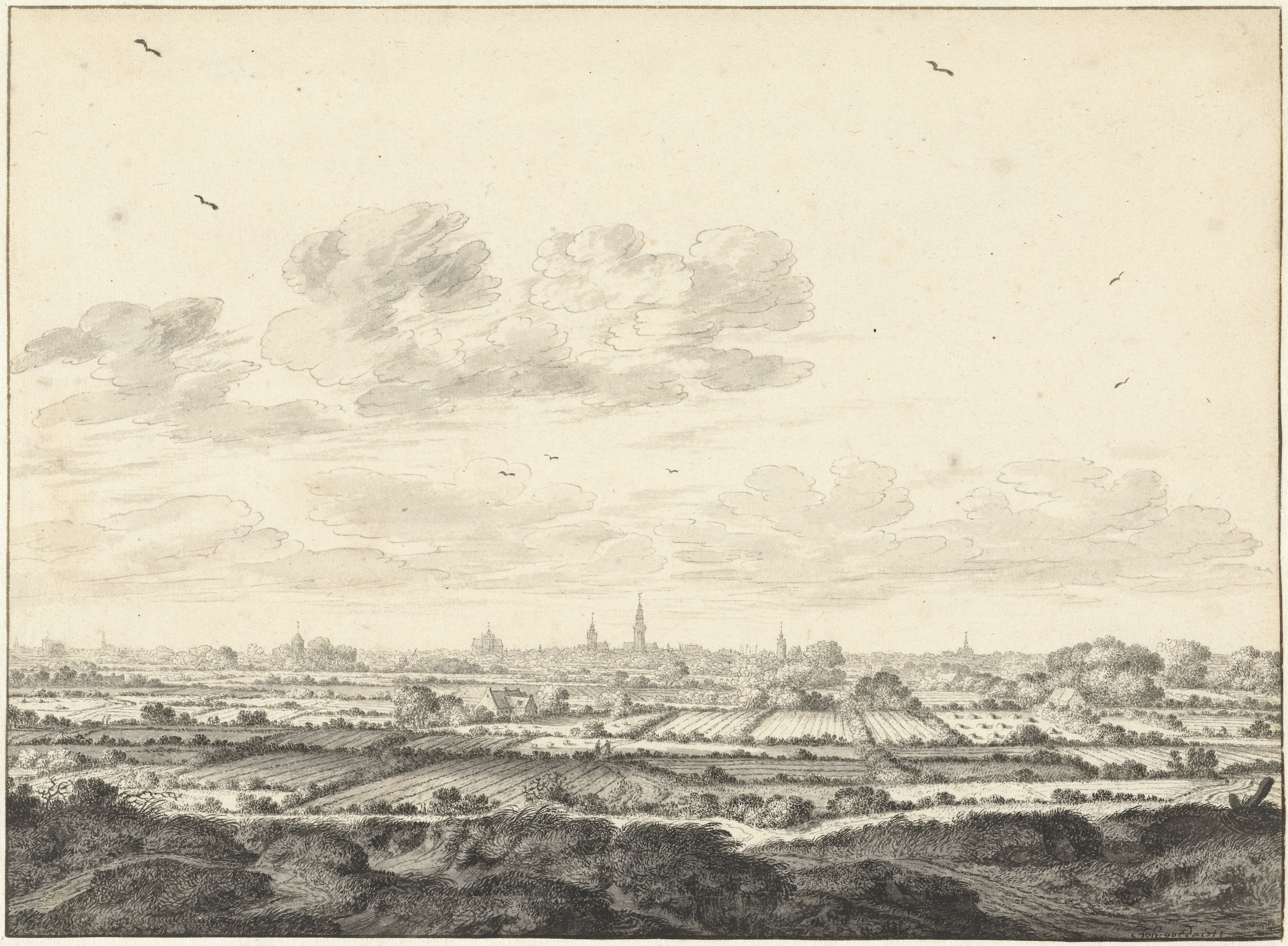
Gezicht op Middelburg door Goedaert

## Fijnschilder en tekenaar
Er zijn weinig schilderijen en tekeningen van Goedaert bewaard gebleven. De honderden met waterverf ingekleurde tekeningen, die hij gemaakt moet hebben van de verschillende stadia van de diertjes die hij opkweekte, zijn verloren gegaan. Er zijn in 2017 nog acht schilderijen en acht tekeningen bekend. De tekeningen zijn alle landschappen. De acht werken in olieverf zijn vijf landschappen en drie bloemstillevens.
Een overzicht van het volledige nog bekende werk van Goedaert, met afbeeldingen, is samengesteld door Fred G. Meijer. Het is opgenomen in het hoofdstuk 'Johannes Goedaert als tekenaar en schilder' in de eerste monografie over Goedaert: Johannes Goedaert. Fijnschilder en Entomoloog.
Naast een kundig schilder en tekenaar was Goedaert ook een vaardig etser. Naast de ongeveer 150 etsen, die hij voor zijn entomologische werken vervaardigde, maakte hij twee etsen van een misgeboorte, voor het boek Lux e Tenebris affulsa van zijn vriend en medicus Anthony Everaerts.

## Entomoloog
Johannes Goedaert was de onderzoeker die op basis van eigen waarnemingen de metamorfose van insecten ontdekte. Daarbij beschreef hij meer dan 100 Europese soorten. Jan Swammerdam erkent in zijn Historia Insectorum Generalis uit 1669 dat Goedaert meer over insecten beschreven heeft dan alle geleerden samen in alle eeuwen voor hem. Het werk van Goedaert kreeg veel aandacht. De Middelburger legde zo de basis voor de wetenschap van de entomologie, waarin de eigen waarneming nog altijd een belangrijke rol speelt.

### Metamorphosis Naturalis

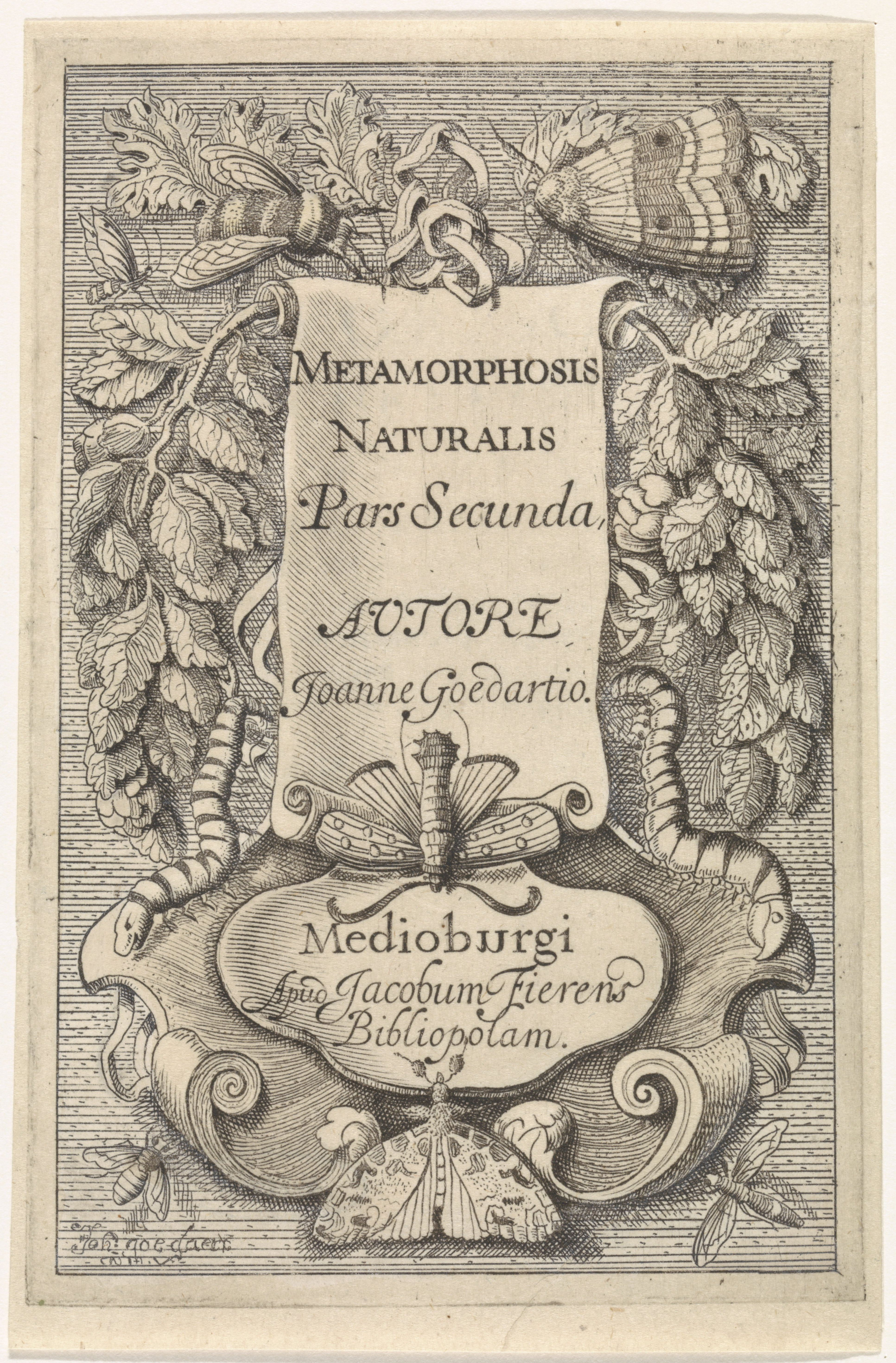
Titelpagina van "Metamorphosis Naturalis"

In 1660 gaf Jaques Fierens, gildevriend van Goedaert en uitgever, het eerste deel van Goedaerts werk uit over de metamorfose van insecten: Metamorphosis Naturalis. Er zou tijdens zijn leven in 1667 nog een tweede deel volgen. Tot zijn plotselinge dood in januari 1668 zette Goedaert zijn studie van de diertjes voort. Goedaerts vriend, de wetenschapper en theoloog Johannes de Mey, die ook al diverse bijlagen in het eerste deel geschreven had, verzorgde op verzoek van Fierens nog een derde deel met de laatste bevindingen van Goedaert. Het verscheen op 1 januari 1669, bijna een jaar na het overlijden van de auteur. Goedaerts werk verscheen ook in het Latijn, Frans en Engels.
Voor wie dat wenste, kleurde Goedaert persoonlijk zijn zwart-wit etsen in. Er bestaan wel oudere boeken met gekleurde illustraties, maar het werk van Goedaert is het eerste boek in Nederland, dat bij de uitgever in kleur besteld kon worden.
Een door Goedaert persoonlijk ingekleurd boekje was niet goedkoop. Volgens een door Fierens ondertekende rekening aan de Staten van Zeeland in het Zeeuws Archief kostte zo'n door hem “afgeset” deeltje in 1660 één Vlaamse pond en 10 schellingen, of 6 zilveren daalders.

### Spontane generatie
In de tijd dat Goedaert leefde, gingen wetenschappers ervan uit dat diersoorten niet alleen door paring, maar ook spontaan, meestal door verrotting, konden ontstaan. Dit noemt men wel spontane generatie. Goedaert heeft als eerste onderzoek verricht naar dit proces. Bij bevinding 51 in deel 1 beschrijft hij een proef waarbij hij een papieren trechter over urine plaatste: “Also ick begeerich was om te vernemen watter uit de pisse der menschen mochte tevoorschijn komen.” Binnen de vouwen van het papier groeiden enkele wormen, die we nu maden noemen, waaruit na verpopping vliegen kwamen. Natuurlijk weten wij, met de kennis van nu, dat een vlieg eitjes op het papier gelegd moet hebben. Maar Goedaert meende dat deze "pisworm" de spontane generatie van vliegen bevestigde. Overigens wist Goedaert wel degelijk dat bij veel soorten paring noodzakelijk was voor voortplanting. Zo schrijft hij bijvoorbeeld in deel 1 op blz. 39: “…, ende de eyeren verdrooghden, om datter gheen manneken by geweest en was.”

### Sluipwespen
De afbeelding LXXVII in het eerste deel van Goedaerts “Metamorphosis” van “een schoone boterkapelle”, die we nu grote vos noemen, wordt algemeen beschouwd als de vroegste afbeelding in de geschiedenis waarop zowel een volledige metamorfose als het werk van sluipwespen is afgebeeld. Goedaert had niet gezien dat een sluipwesp eitjes op de rups of pop gelegd had en was dan ook zeer verbaasd dat uit een rups of pop zowel vele vliegen als een prachtige vlinder kon ontstaan. In de tijd dat Goedaert leefde kenden geleerden de werkwijze van sluipwespen niet. Pas in 1700 werd door proeven met Luijsjens en Vliegjens van Antoni van Leeuwenhoek dit mysterie ontrafeld.

### Revolutionair onderzoek
Van muggen werd in de 17e eeuw gedacht dat ze uit dauw ontstonden. In het derde deel van de Metamorphosis (blz. 40-47) beschrijft Goedaert zijn waarnemingen over de herkomst van muggen, waarvoor hij een groot glazen vat liet maken. Door heel nauwkeurige waarneming toonde Goedaert aan dat muggen niet uit dauw ontstaan, maar dat ze zich ontwikkelen uit eitjes (Goedaert sprak van “zaad”), die in “bloedt-roode Wormkens” veranderen. Daarmee leverde Goedaert het bewijs dat hier geen sprake was van spontane generatie en legde hij de bijl aan de wortel van het spontane generatie-denken. Pas na het overlijden van Goedaert zouden publicaties verschijnen over de verdere onjuistheid van spontane generatie.
Ongeveer anderhalf jaar na Goedaerts dood verscheen in 1669 van Swammerdam (1637-1680) het boek Historia Insectorum Generalis. Hierin schrijft Swammerdam onder andere dat Goedaert meer bijzonderheden van insecten gezien en beschreven heeft dan alle geleerden tezamen in alle eeuwen daarvoor. Dit schreef Swammerdam echter voornamelijk om zijn eigen werk nog veel belangrijker te doen lijken, want na deze constatering brandt Swammerdam los met veel onterechte en ten dele correcte kritiek op Goedaerts werk, zoals ieder die Swammerdams boek uit 1669 leest kan constateren. De onterechte kritiek van Swammerdam klinkt zelfs door tot in onze tijd. Historici, die kennelijk Goedaerts werk niet goed lezen, schrijven bijvoorbeeld nu nog steeds dat Goedaert meende dat de pop dood ging en vlinders uit de dood zouden herrijzen. Dit is misschien een “leuk” verhaal, maar Goedaert heeft dit niet geschreven. Hij schrijft dat poppen “….als inden doot leggen”, en beslist niet dat ze eerst dood zouden moeten gaan om vlinder te kunnen worden. Hierover is meer te lezen op pagina 176 en 177 in de eerste monografie over Goedaert.

### Succes
De uitgave van Metamorphosis bleek een groot succes. Er werden veel exemplaren verkocht. Van het eerste deel verscheen in 1667, vrijwel gelijktijdig met het tweede deel, een tweede druk, waarin het portret van Goedaert werd opgenomen. Een portret van Goedaert in een eerste druk moet daar later in aangebracht zijn. Lang na de dood van Fierens zou nog een derde druk van het eerste deel verschijnen, waarin Fierens onterecht nog als drukker wordt vermeld. De belangstelling voor insecten in de zeventiende eeuw nam sterk toe na het verschijnen van Goedaerts werk. Verzamelaars van planten en dieren, ook wel naturaliën genoemd, wensten “Metamorphosis Naturalis” in hun kabinet of bibliotheek. Goedaert inspireerde onder andere Martin Lister, Stephan Blankaart en Maria Sibylla Merian. Zij schreven op soortgelijke wijze over insecten. De Zweedse natuurkenner Linnaeus verwijst in zijn stelsel van het dierenrijk naar 70 tekeningen van Goedaert.
Doordat Metamorphosis Naturalis al in de zeventiende eeuw een populair boek was, zijn er veel exemplaren gedrukt. Wereldwijd bezitten veel bibliotheken en particulieren dan ook exemplaren van het originele werk. In Nederland zijn de originele boeken onder andere te raadplegen in de Koninklijke Bibliotheek in Den Haag, de Bibliotheek van het Rijksmuseum, de  Atheneum Bibliotheek Deventer, de Zeeuwse Bibliotheek in Middelburg en verschillende universiteitsbibliotheken.
Op 19 november 2016 werd een tentoonstelling over Goedaert geopend in het Zeeuws Museum in Middelburg. Op die datum verscheen ook een monografie over hem.

## Werk van Goedaert in openbare collecties (selectie)

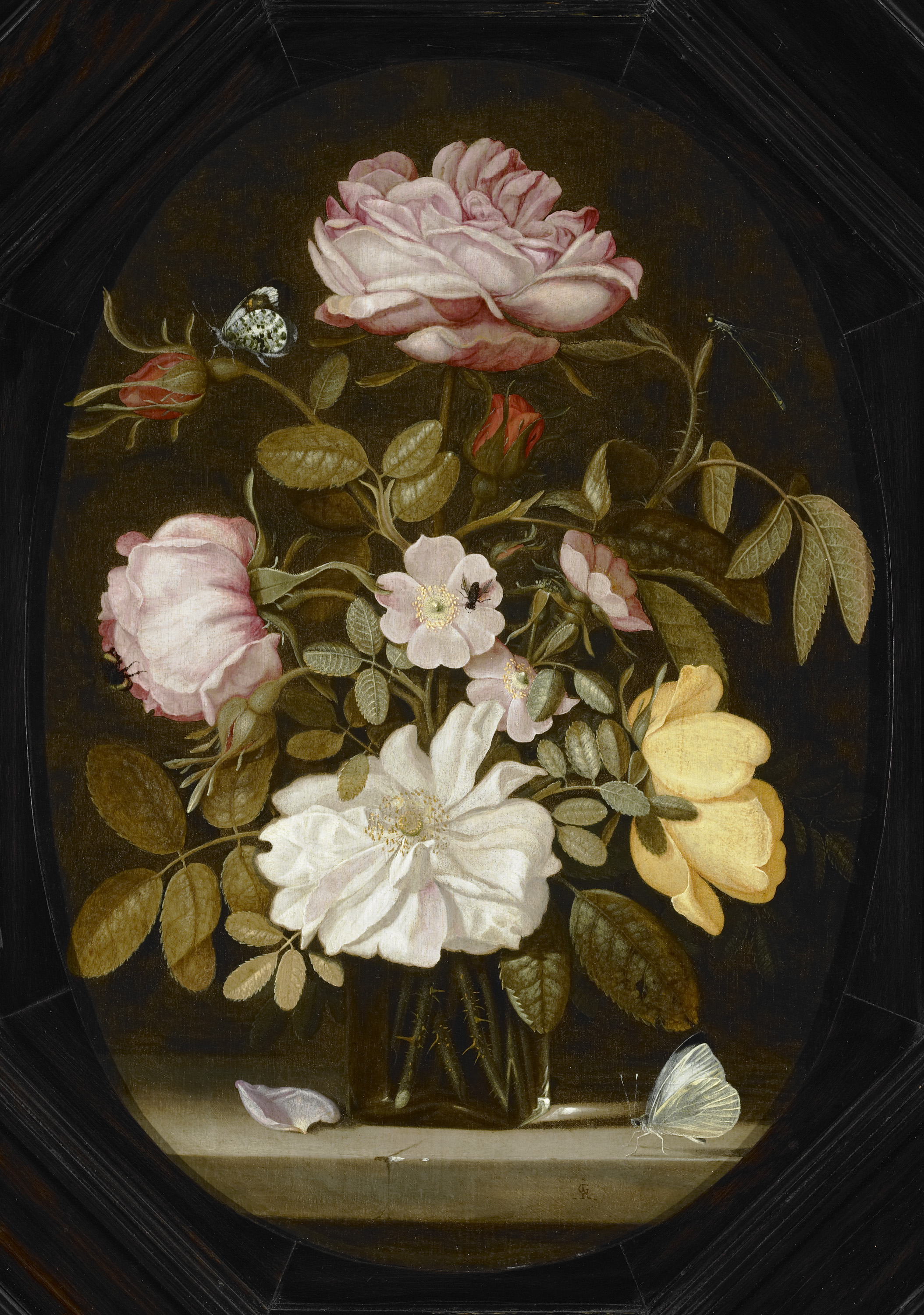
Stilleven met boeket rozen in een glazen vaas door Johannes Goedaert

### Tekeningen
- Rijksmuseum Amsterdam, Gezicht op Middelburg vanuit het zuiden gezien
- Albertina, Wenen, Landschap met boerderij en boerenkar
- Albertina, Wenen, Boslandschap met herder en vee
- Metropolitan Museum of Art, New York, Duinlandschap met reizigers[6]

### Schilderijen
- Zeeuws Museum, Middelburg, Rozen in een glazen vaas
- Victoria and Albert Museum, Londen, Gezicht op Walcheren met kasteel Westhove[7]

- Bibliothèque nationale de France: cb10436108z (data)
- Biografisch Portaal: 47120673
- Stuttgart Database of Scientific Illustrators 1450–1950: 53
- Gemeinsame Normdatei: 100150608
- International Standard Name Identifier: 0000 0001 1468 2039
- Library of Congress Control Number: n84134163
- Nationale Bibliotheek van Israël: 987007298234905171
- Nederlandse Thesaurus van Auteursnamen: 070760969
- RKD-Nederlands Instituut voor Kunstgeschiedenis: 32287
- Istituto Centrale per il Catalogo Unico: SBLV094631
- LIBRIS: 56308
- Système universitaire de documentation: 085933708
- Union List of Artist Names: 500029179
- Virtual International Authority File: 15111376
- WorldCat: E39PBJxmJdvTRXdBfddfdJb68C